# Iraanse Culturele Revolutie
De Iraanse Culturele Revolutie (Perzisch: انقلاب فرهنگی) was een proces in de periode 1980-1987 waarin westerse en niet-islamitische invloeden uit de Iraanse cultuur werden gezuiverd, volgend op de Iraanse Revolutie. De zuivering richtte zich voornamelijk op de Iraanse universiteiten. Het doel was de islamisering van de samenleving en de vernietiging van de linkse oppositie, die zijn machtsbasis vooral op de universiteitscampussen had. Het concept lijkt te zijn ontleend aan de Chinese Culturele Revolutie.

## Verloop

### 1980-1983
De linkse oppositie en de rechtse geestelijkheid hadden aanvankelijk zij aan zij gestreden tegen de sjah. Links begon zich te verzetten toen bleek dat de geestelijkheid niet van plan was de macht te delen, en Iran wilde omvormen tot een theocratie. Binnen het (wereldlijk) onderwijs waren er echter nog steeds linkse en pro-westerse professoren en studentenbonden. De universiteiten maakten gebruik van westerse onderwijsmethoden en stonden in contact met hun westerse tegenhangers. Volgens Khomeini en diens aanhangers waren de universiteiten bolwerken van individualisme, nationalisme en Westers kolonialisme, en onverenigbaar met de waarden van de islam. Simultaan met de aanval op politiek links, opende Khomeini in 1980 de aanval op het hoger onderwijs.
Na het vrijdaggebed van 18 april 1980 hield Khomeini een vlammend betoog tegen Westers-beïnvloedde universiteiten. Dezelfde dag werd in Teheran een lerarenopleidingsfaciliteit kort en klein geslagen door de Hezbollah, vurige aanhangers van de Revolutie (niet te verwarren met de Libanese Hezbollah). In het daaropvolgende weekend volgde een golf geweld door het hele land: universiteiten in Shiraz, Mashad, Ahvaz, Isfahan en Rasjt werden aangevallen. Universiteitsgebouwen werden vernield en studenten en docenten gemolesteerd. Twintig personen vonden bij deze rellen de dood, en honderden tot duizenden moesten ziekenhuisbehandeling ondergaan.
Op 12 juni 1980 sloot Khomeini alle universiteiten in Iran. Ze zouden tot 1983 dicht blijven. Direct na de sluiting publiceerde Khomeini een open brief waarin hij sprak over de behoefte aan een Culturele Revolutie teneinde on-islamitische en buitenlandse 'koloniale' invloeden uit de Iraanse cultuur te verwijderen. Tevens werd op dezelfde datum het zogenaamde Culturele Revolutionaire Hoofdkwartier opgericht, een comité belast met de uitvoering van de Iraanse Culturele Revolutie. Een Comité ter Islamisering van de Universiteiten kreeg de taak alle universitaire studies en cursussen te beoordelen op 'islamitisch gehalte' teneinde een 'islamitische atmosfeer' in de universiteiten te creëren.

### 1983-1987
In 1983 openden de universiteiten hun deuren weer, maar de zuiveringen gingen door. Studenten en docenten werden gescreend en wie niet geschikt werd bevonden werd de toegang tot de universiteit als student dan wel docent ontzegd. Zo moest men praktiserend moslim zijn en trouw zweren aan de Velayat-e faqih. Niet-(shia)moslims mochten slechts accounting en buitenlandse talen studeren, en moesten zich onthouden van 'gedrag waar moslims aanstoot aan konden nemen'. Naar schatting 700 professoren werden van de universiteiten verwijderd.
Een ander belangrijk aspect van de Iraanse Culturele Revolutie was de zuivering van de media. Slechts staats- en religieuze tv-programma's waren toegestaan. Ook werden bekende figuren die zich tegen de theocratie uitspraken of 'niet islamitisch genoeg' waren, vernederd en bedreigd.
Op 9 december 1984 werd het Culturele Revolutionaire Hoofdkwartier omgezet in de Opperste Culturele Revolutionaire Raad en naar 17 personen uitgebreid. De groep kreeg zeer brede bevoegdheden om de Iraanse cultuur gelijk te schakelen en hield zich in de tweede fase van de Culturele Revolutie bezig met de screening en zuivering van studenten en docenten, alsmede het toepassen van censuur, zoals het verbieden van bepaalde boeken.

### Na 1987
Deze commissie bleef ook na afloop van de grote zuiveringen bestaan. Recentere ontwikkelingen waren de naamswijziging in 1996 tot Hoge Raad voor de Culturele Revolutie, de benoeming van Khatami tot voorzitter in 1996, diens opvolging door Ahmadinejad in 1997, en de uitbreiding naar 36 leden in 1999. Anno 2011 spreekt deze Raad zich uit voor strenger staatstoezicht op het internet, en een tweede zuivering van de Iraanse universiteiten naar aanleiding van studentendeelname in de protesten tegen het bewind in 2010 en 2011. Professoren die zich te kritisch over het regime zouden uitlaten, zouden gedwongen met emeritaat worden gestuurd. De Raad blijft belast met de taak het Iraanse onderwijs en de Iraanse cultuur '100% islamitisch' te houden, naar de wensen van Khomeini.

## Organen en sleutelfiguren
Ayatollah Ruhollah Khomeini gaf in 1980 de aanzet tot de Iraanse Culturele Revolutie. Ali Khamenei was de eerste voorzitter van de Raad en schijnt nog steeds vanaf de achtergrond toezicht op de werkzaamheden. De achtereenvolgende voorzitters waren:
- Ali Khamenei (1983-1996)
- Mohammed Khatami (1996-1997)
- Mahmoud Ahmedinejad (1997-heden[(sinds) wanneer?])

## Gevolgen
De Iraanse Culturele Revolutie heeft geleid tot een grote uitstroom van intelligentsia naar andere landen, omdat ze in Iran niet meer konden of wilden studeren of doceren. Het land heeft hierdoor een flinke achterstand opgelopen in de technische en industriële ontwikkeling.